# Hieronymus Schaffhirt

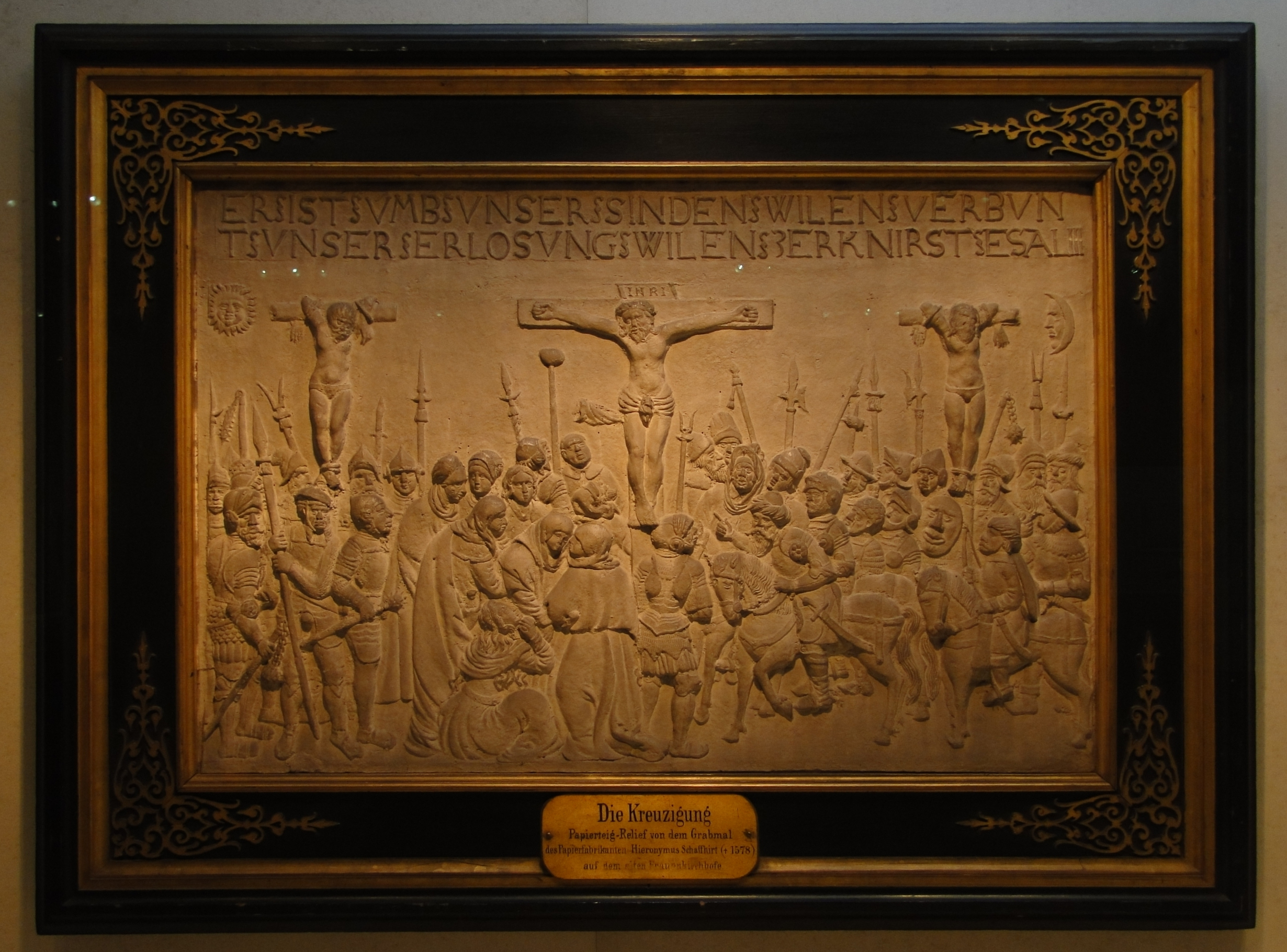
Papierteigrelief zu Ehren des Hieronymus Schaffhirt

Hieronymus Schaffhirt (* 1530 in Dresden, Kurfürstentum Sachsen; † 20. Dezember 1578 ebenda) war ein deutscher Papiermacher und Stadtrichter zu Dresden.

## Leben und Wirken
Hieronymus Schaffhirt war gelernter Papiermacher. Von seinem Vater übernahm er die Papiermühle in Dresden. Diese befand sich vor dem Wilsdruffer Tor am Weißeritzmühlgraben in der damaligen Vorstadt Poppitz. Heute erinnert noch die Papiermühlengasse an deren Existenz. Die Papiermühle in Dresden bestand bis 1914. Die in Sachsen und Umgebung bekannte Papiermacherfamilie Schaffhirt führte Papiermühlen an mehr als 20 Orten vom 16. Jahrhundert bis Anfang des 20. Jahrhunderts.
Hieronymus Schaffhirt heiratete 1553 Margarethe Beringer, die Tochter eines Ratsmitgliedes. Schaffhirt war selbst von 1572 bis 1577 Ratsmitglied und Richter der Stadt Dresden.
Am 25. April 1559 erwarb Schaffhirt vom kurfürstlichen Kanzler Hieronymus Kiesewetter (1512–1586) das Recht zum Bau der Papiermühle in Dittersbach. Am Standort wurde bis 1959 Papier produziert, danach bis 1989 Landmaschinen.
Am 27. Oktober 1576 verkaufte der damalige Herr von Lohmen und Kurfürst Augusts Kammersekretär, Johann (Hans) Jenitz, die neuerbaute Papiermühle am Wesenitzbach in Lohmen an Hieronymus Schaffhirt. Diese Papiermühle wurde vor 1619 in eine Mahlmühle, die sogenannte Vordermühle, umgewandelt.
Im Jahr 1577 beschwerte sich Hieronymus Schaffhirt beim Kurfürsten, dass ein Georg Schwarz, Ratsverwandter zu Dresden, unter dem Königstein eine Papiermühle erbaut hatte und in seinem Gartenhaus in der Dresdner Vorstadt eine Papierwaage betrieb. Daraufhin erteilte Kurfürst August am 4. Juni 1578 das Privileg der Dresdner Papiermühle dahingehend, dass kein Anderer das Recht besäße, innerhalb von vier Meilen eine weitere Papiermühle zu erbauen und auch keine Lumpen aufkaufen dürfe.
Des Weiteren besaß Hieronymus Schaffhirt das Hammergut Haselberg in Hartmannsbach. Dieses wurde nach seinem Tod an Barthel Jentzsch verkauft. Bei der Erbteilung am 2. Juni 1582 wurde unter anderem auch erwähnt, dass der Buchbinder Samuel Selfisch aus Wittenberg ihm 100 Gulden schulde.

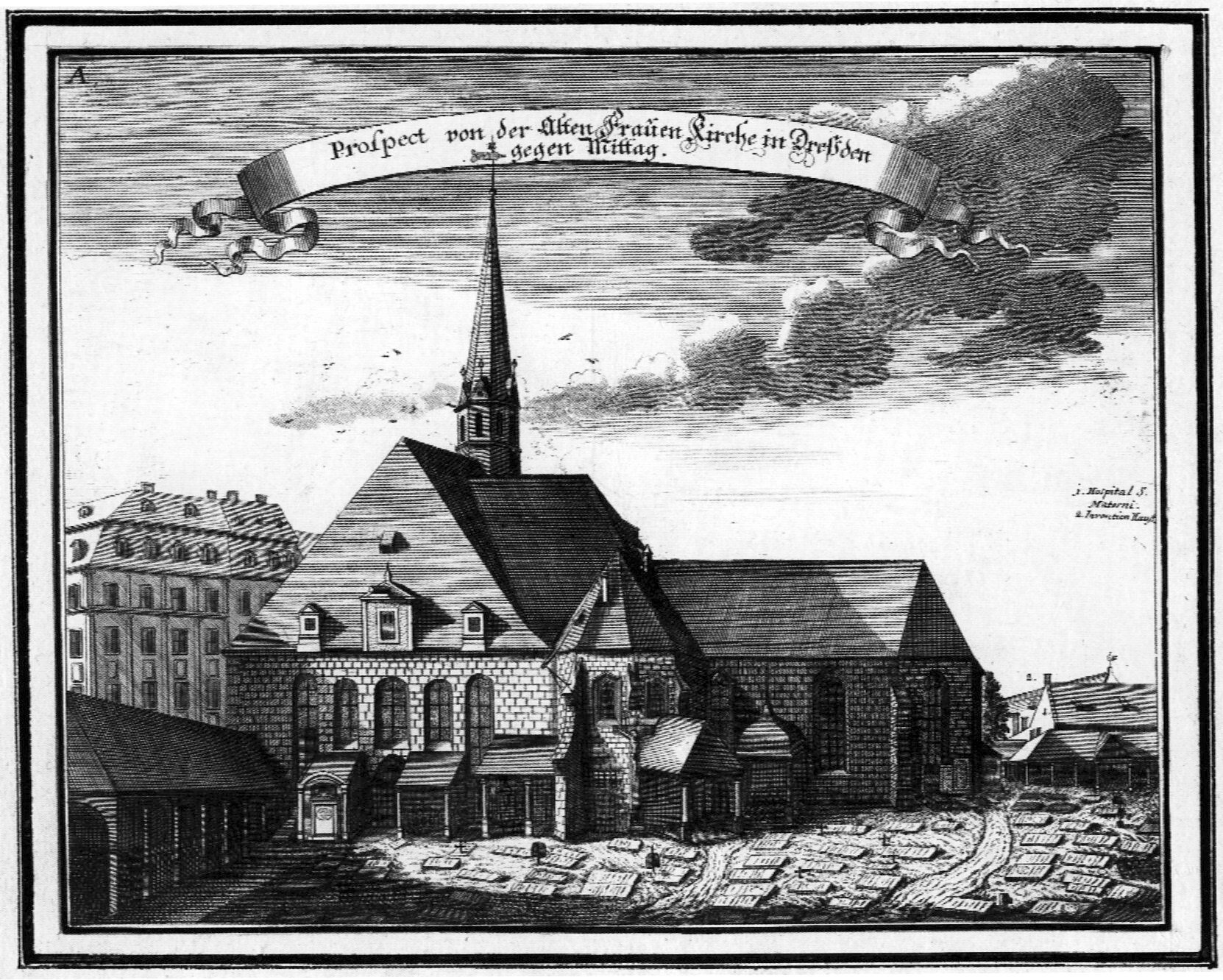
Südansicht der alten Frauenkirche mit dem Frauenkirchhof; Stich von Moritz Bodenehr (1714)

Am 20. Dezember 1578 starb Hieronymus Schaffhirt. In Kurfürst Augusts Schreibkalender stand zu diesem Tag: „Ist Hironimus Schaffhirt Pappirmacher, umb 9 Uhr zu Abend In Gott selig entschlafen (zu Dresden)“. Er wurde neben seinem Vater unter dem Schwibbogen Nummer 24 an der Südmauer der Alten Frauenkirche zu Dresden auf dem Kirchhof begraben. Als Gedenkstein war hier unter anderem ein Relief aus Papierteig angebracht. Dieses befindet sich derzeit im Stadtmuseum Dresden. Darauf dargestellt ist die Kreuzigungsszene Jesu Christi. Die Herstellung aus Papierteig ist sehr außergewöhnlich. Der unbekannte Künstler benutzte ähnliche Elemente, wie Lucas Cranach der Ältere auf seinem Holzschnitt Kreuzigung Christi (1509), so zum Beispiel die sitzende Maria Magdalena.

## Familie
Hieronymus Schaffhirt war Sohn des Papiermachers Michael Schaffhirt. Mit seiner Frau Margarethe Beringer (* um 1522; † um 1614; stirbt 92-jährig) hatte er 7 Kinder (Hieronymus, Stephan, Margaretha, Anna, Magdalena, Concordia und Michael). Der Sohn Michael Schaffhirt (1564–1632), ebenfalls Ratsmitglied in Dresden, führte 1619 Aufsicht bei der Erweiterung der Dresdner Annenkirche. Die Söhne Hieronymus und Stephan wurden am 3. November 1572 an der Universität Wittenberg immatrikuliert.
Hieronymus (II) führte die Papiermühle Lohmen bis zu seinem Tod am 29. April 1595 weiter. Die Tochter Anna (* um 1557 in Dresden; † 1618) heiratete 1578 in Dresden Jonas Möstel (1540–1607), Gerichtsschreiber, Stadtschreiber und später Bürgermeister von Dresden sowie Onkel des Bürgermeisters Theodor Möstel.
Tochter Margarethe heiratete 1574 den Papiermacher Friedrich Frey, der bereits 1562 die Papiermühle „Na Kameni“ in der Prager Altstadt von seinem Vater übernahm und 1578–1607 die Papiermühle Dittersbach nach dem Tod des Schwiegervaters führte.